# Табановце
Табановце или Табановци (на македонска литературна норма: Табановце; на албански: Tabanoci) е село в Северна Македония, в община Куманово.

## География
Селото е разположено в котловината Жеглигово на 11 km северно от общинския център Куманово в западното подножие на планината Руен. В Табановце има граничен контролно-пропускателен пункт между Северна Македония и Сърбия.

## История
В 1861 година Йохан фон Хан на етническата си карта на долината на Българска Морава отбелязва Топановце като албанско село.
В края на XIX век Табановце е българско село в Кумановска каза на Османската империя. Според статистиката на Васил Кънчов („Македония. Етнография и статистика“) от 1900 година Табановци (Табановче) е село, населявано от 500 жители българи християни.
Цялото християнско население на селото е сърбоманско под върховенството на Цариградската патриаршия. Според патриаршеския митрополит Фирмилиан в 1902 година в селото има 75 сръбски патриаршистки къщи. По данни на секретаря на Българската екзархия Димитър Мишев („La Macédoine et sa Population Chrétienne“) в 1905 година в Табановци има 480 българи патриаршисти сърбомани и в селото функционира сръбско училище.
В учебната 1907/1908 година според Йован Хадживасилевич в селото има патриаршистко училище.
По време на българското управление във Вардарска Македония в годините на Втората световна война, Борис Софрониев Угринов от Маврово е български кмет на Табановце от 27 септември 1941 година до 12 август 1944 година.
В 1994 година жителите на селото са 885, от които 555 сърби, 174 албанци, 148 македонци, 2 други и 8 не посочили националност. Според преброяването от 2002 година селото има 910 жители.
| Националност     | Всичко |
| северномакедонци | 205    |
| албанци          | 177    |
| турци            | 0      |
| роми             | 0      |
| власи            | 0      |
| сърби            | 516    |
| бошняци          | 0      |
| други            | 12     |

## Личности
Родени в Табановце
- Димитър Николов (1854 – 1901), председател на Кумановската сръбска община

Починали в Табановце
- Драгомир Протич (1878 – 1905), поручик, сръбски четнически войвода
- Марин Лазаров Маринов, български военен деец, подпоручик, загинал през Втората световна война[9]